# Dominik Ferenčič
Dominik Ferenčič (* 29. května 1996) je slovenský fotbalový útočník, od srpna 2011 působící v TJ Spartak Myjava.

## Klubová kariéra
Svoji fotbalovou kariéru začal v ŠK Záhorák Plavecký Mikuláš, odkud v průběhu mládeže zamířil na hostování do TJ Spartak Myjava. V týmu hostoval čtyři roky. V zimním přestupovém období sezony 2014/15 se propracoval do prvního týmu a do mužstva přestoupil. Na jaře 2016 hostoval v klubu FC Rohožník. V létě 2016 se vrátil do Spartaku Myjava.